# Palomares del Río
Palomarinho do Rio é um município da Espanha, na província de Sevilha, comunidade autónoma da Andaluzia. Tem 13,00 km² de área e em 2021 tinha 9 020 habitantes (densidade: 693,8 hab./km²). Limita com os municípios de Almensilla, Mairena del Aljarafe, Gelves, Sevilha, Dos Hermanas e Coria del Río.